# Единая социалистическая партия Венесуэлы
Единая социалистическая партия Венесуэлы (сокр. ЕСПВ; исп. Partido Socialista Unido de Venezuela, PSUV) — левая политическая партия в Венесуэле, образовавшаяся на базе Движения за Пятую республику и ряда меньших левых организаций 24 марта 2007 года после Боливарианской революции и возглавляемая Уго Чавесом вплоть до его смерти. Это крупнейшая политическая партия в Венесуэле и 11-я по величине в мире с более чем 7 миллионами активных членов по состоянию на 2014 год.

## История
Процесс объединения большинства неназванных левых партий, участвовавших в коалиции поддерживающей Боливарианскую революцию и создание ЕСПВ, был инициирован бывшим президентом Венесуэлы Уго Чавесом после его победы на президентских выборах в Венесуэле в 2006 году. Процесс возглавляла собственная партия президента Чавеса, Движение за Пятую Республику, он был также поддержан рядом более мелких партий, таких как Народное избирательное движение (MEP), Венесуэльское народное единство (UPV), Движение Тупамаро, Социалистическая лига, и другие партии, которые вместе набрали 45,99% голосов, полученных Чавесом на выборах 2006 года. Другие про-боливарианские партии, такие как Коммунистическая партия Венесуэлы (Partido Comunista de Venezuela , PCV), Отечество для всех (Patria Para Todos, PPT) и За социальную демократию (PODEMOS), которые набрали 14,60% голосов на этих выборах, отказались вступить в новую партию.
ЕСПВ провела свой первый учредительный съезд в начале 2008 года, с 12 января по 2 марта, в котором приняли участие 1681 делегатов. Чавес был провозглашен лидером новой партии 14 марта, 2008 года. В 2012 году, Уго Чавес снова стал  президентом Венесуэлы после его победы в региональных выборах 2012 года и назначил Николаса Мадуро соруководителем его партии. После смерти Уго Чавеса 5 марта 2013 года, Николас Мадуро стал новым лидером ЕСПВ и как вице-президент страны, он стал временным президентом Венесуэлы из за резкой смерти Чавеса. В президенцких выборах 2013 года проведенных в день смерти Чавеса, он выиграл и стал новым президентом Венесуэлы.
По состоянию 2014 года, ЕСПВ описывалась экспертами как «расколотая» и «ослабевающая» партия из-за потери Уго Чавеса, плохого состояния экономики Венесуэлы и падения цен на нефть. Внутренние проблемы также появились в партии, из за этого были созданы адресы электронной почты и горячая телефонная линия для сообщения о «внутренних врагах». На выборах партии 23 ноября, партийные диссиденты сообщили, что в голосовании приняло участие очень мало людей, менее 10% из предполагаемых 7,6 миллионов членов.
Сегодня PSUV является крупнейшим левым движением Западного полушария, насчитывая до 7 миллионов членов.

## Выборы
На парламентских выборах 6 декабря 2015 года партия потерпела поражение от оппозиции и получила 55 мест в парламенте из 164-х. Это стало первой победой оппозиции на общенациональных выборах за последние 16 лет.
На выборах глав штатов в 2012 году, которые были проведены 16 декабря, партия победила в 20 штатах из 23. Оппозиция добилась власти только в трёх штатах — Амасонас, Лара и Миранда.
На региональных выборах 2017 года ЕСПВ победила в 18 штатах из 23, а в декабре того же года — ещё и на повторных выборах губернатора штата Сулия.Таким образом, она контролирует 19 штатов, а оппозиция — 4 (Ансоатеги, Мерида, Нуэва-Эспарта, Тачира).

## Лидеры партии
- Чавес, Уго (2007—2013)
- Мадуро, Николас (с 2013)